# L̤
L̤ (minuscule : l̤), appelé  L tréma souscrit, est un graphème qui était utilisé dans la romanisation des langues indiennes. Elle est composée de la lettre L diacritée d’un tréma souscrit.

## Utilisation
Le L tréma souscrit était utilisé pour translittérer la lettre kannada ‹ ೞ ›, la lettre tamoule ‹ ழ ›, et la lettre malayalame ‹ ഴ ›.
Dans la translittération de l’hindi du GENUNG (Groupe d'experts des Nations unies pour les noms géographiques), le L tréma est utilisé pour translittérer la voyelle ‹ ऌ ›.

## Représentations informatiques
Le L tréma souscrit peut être représenté par les caractères Unicode suivant :
- décomposé (latin de base, diacritiques) :

| formes    | représentations | chaînes de caractères | points de code | descriptions                                         |
| --------- | --------------- | --------------------- | -------------- | ---------------------------------------------------- |
| capitale  | L̤               | L◌̤                    | U+004C U+0324  | lettre majuscule latine l diacritique tréma souscrit |
| minuscule | l̤               | l◌̤                    | U+006C U+0324  | lettre minuscule latine l diacritique tréma souscrit |

## Sources
- Actes du dixième Congrès international des orientalistes, session de Genève de 1894, 1895. (archive.org)
- Jean-Pierre Rousselot, Principes de phonétique expérimentale, vol. 2, Paris, H. Welter, 1901 (lire en ligne), p. 329
- (en) « Hindi », dans Report on the current status of United Nations romanization systems for geographical names, Compiled by the UNGEGN Working Group on Romanization Systems, Version 2.2, janvier 2003 (lire en ligne)